# 陈枫 (1916年)
陈枫（1916年—1986年），男，广东阳山人，中华人民共和国政治人物、外交官。

## 生平
陈枫是广东省阳山县黄坌人。1950年4月，担任南宁市市长。1965年，接替郝汀担任中华人民共和国驻阿富汗大使。1969年，由谢邦治接任。1978年，担任中华人民共和国驻冰岛大使。